# Catedral metropolitana de Hermosillo
La Catedral de Hermosillo, dedicada a la Virgen de la Asunción, mide 30 metros de altura es el principal templo de la Arquidiócesis de Hermosillo, y uno de los edificios más representativos de la ciudad.
Anterior al inmueble, había en el lugar una capilla de pequeñas dimensiones, levantada en el siglo XVIII. La construcción actual se levanta debido a la necesidad de un espacio más grande, para atender a los fieles y que estuviera de acuerdo al crecimiento de la ciudad. Las obras fueron apoyadas por el entonces obispo Herculano López de la Mora, y se consagró en 1908, a pesar de que no se habían concluido las obras del edificio y faltaba una de las torres. La cúpula se concluyó en 1963.
El edificio cuenta con 3 naves; la principal de mayor tamaño y dos laterales. La fachada, de estilo ecléctico, muy en boga en aquella época, combina elementos del barroco y el neogótico. Consta de dos cuerpos y remate. El primero presenta el arco de acceso, de medio punto, custodiado por dos columnas de estilo corintio. Otras dos columnas corintias, pares, sostienen un friso, que presenta al segundo cuerpo, presidido por las dos ventanas del coro, con arco ojival, de forma neogótica, custodiadas por dos columnas también de orden corintio. Arriba de las ventanas se ubica el reloj. Las columnas del segundo cuerpo sostienen el remate, de forma ondulada, con barandal y jarrones de cantera.
Las puertas de acceso a las naves laterales, ubicadas al lado de la portada central, presentan dos cuerpos y remate de arquitectura idéntica. El primer cuerpo consta de un arco de medio punto, coronado por un frontón semicircular, sobre el cual se ubica un nicho con la imagen de una santo. Dos columnas corintias a los lados del arco sostienen una cornisa que enmarca el primer cuerpo; el segundo cuerpo presenta nichos vacíos enmarcados por columnas pareadas, a su vez dos columnas corintias sostienen una cornisa con frontón triangular, en cuya parte interior se encuentra un medallón.
El interior está decorado al estilo neoclásico, y destaca el altar principal.
Como centro turístico, las personas disfrutan regularmente de un descanso viendo a los niños jugar en el parque, comiendo de algunas botanas que se ofrecen en el kiosko de la catedral y en algunas ocasiones alimentando a las palomas.
Tiene enlace al este con la Plaza Zaragoza y al sureste con la Plaza Bicentenario.

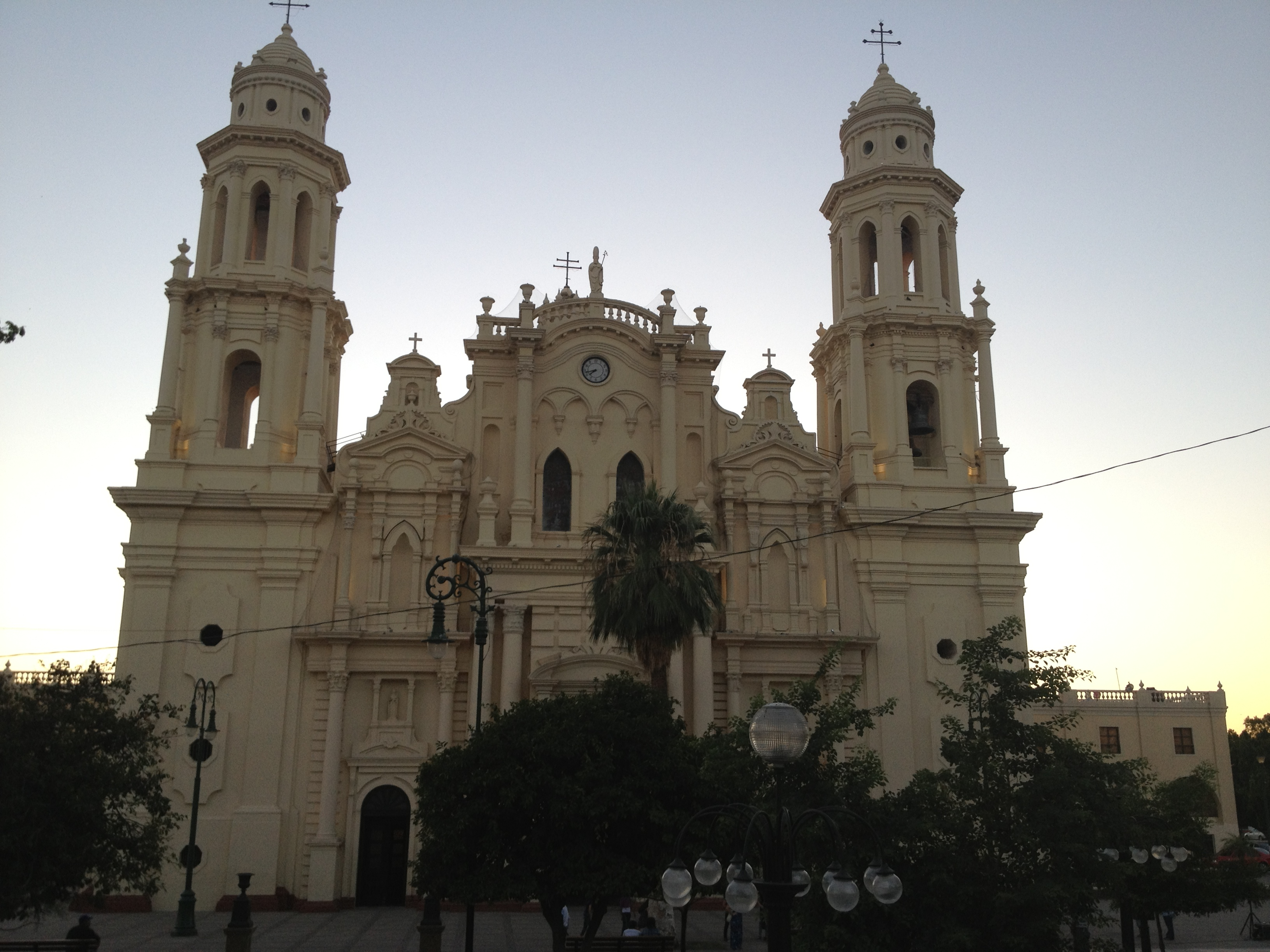
Vista de la Catedral de Hermosillo.